# Île de la Vanne
L'île de la Vanne est une petite île fluviale située sur le cours de la Marne. Elle appartient à la commune de Damery dans le département de la Marne.

## Histoire
Les premières mentions de cette île se trouvent dans les archives de la Marne du cadastre napoléonien de 1831.